# 유산 (의학)
유산(流産, 문화어: 애지기, miscarriage)는 태아의 생존력이 완성되기 이전에(약 20주 이내, 태아의 무게가 500g 이하)태아가 자궁 밖으로 나옴을 의미한다. 흔히 임신 초기에 태아가 사망하는 현상으로 알려져 있다. 사산과 비슷한 의미이다. 

## 원인
보통 유산의 80% 이상이 임신 첫 12주 이내에 발생한다. 또한 이런 임신 초기의 유산의 절반은 태아의 염색체 이상이 원인이다.
태아 요인으로는 염색체 이상이 주원인이며, 모성 요인은 감염, 내분비이상 당뇨, 약물이나 혈우병, 자궁 기형 등이 있다. 특히 흡연과 알코올 섭취도 원인이 되며 하루에 14개비 이상 흡연시 비흡연자보다 2배 정도 유산이 증가한다는 보고도 있다. 커피도 하루 5잔 이상 마시면 유산이 증가한다고 알려져 있다.

## 종류
유산은 다음과 같이 나뉜다.
다만 의학적인 목적이 아닌 일반인들의 대화에서 사용할 경우 하기의 구분 중 인공 유산을 제외한 자연스럽게 사망하여 배출되는 모든 양상을 통칭해 유산이라 부르는 경향이 강하다.
1. 자연유산: 인위적인 요소가 없는 상태에서 저절로 일어나는 유산.
2. 인공유산: 인위적으로 일어나게 만든 유산.
3. 습관성유산: 한 산모에서 3회 이상의 자연 유산이 일어난 경우.
4. 불가피유산: 양막이 파열되고 자궁경부가 열리는 현상. 이런 상황하에선 언제나 유산이 일어나기 마련이다.
5. 계류유산: 태아가 죽었음에도 불구하고 계속해서 2개월 이상 임신이 지속되는 현상.
6. 절박유산: 임신 초반기 20주 내에 혈성 질 분비물이나, 확실한 질 출혈이 생기는 현상. 자연 유산의 확률이 대단히 높은 경우이므로 절대 안정이 요청된다.
7. 불완전유산: 유산이 일어나고 난 뒤에도 계속해서 태아 또는 태반의 일부분이 자궁 속에 남아 있는 경우.
8. 완전유산: 불완전유산 때와 달리 태아와 태반이 완전히 자궁 밖으로 나온 유산.

특히 3번 이상 연속적으로 유산이 되면 이는 반복 유산이라고 하여 부모의 염색체 이상이나, 면역학전 요인 가능성이 높기 때문에 원인에 대한 검사가 꼭 필요하다.

## 인공 유산
인공 유산이란 의료인 혹은 비의료인의 인위적인 행위로 일어나게 만든 유산을 의미하며
이 중 우리법에서 허용한 의료인의 의료적인 낙태 행위를 인공임신중절 혹은 임신중절술로 부른다.
임신중절술이나 임신중절술을 제외한 방법의 인공 유산을 일상 대화에서 흔히 낙태라 표현하기도 한다.

## 같이 보기
- 낙태
- 인공임신중절
- 낙태법